# Александър Панов (МФО)
Вижте пояснителната страница за други личности с името Александър Панов.
Александър Панов (Поппанов) е български общественик, деец на македонската емиграция в България.

## Биография
Роден е на 17 ноември 1886 година в село Горно Чичево, Велешко. Завършва Солунската българска мъжка гимназия и право в Софийския университет в 1918 година. Четник е известно време в четата на Крум Зографов във Велешко.
През Балканската война е доброволец в Македоно-одринското опълчение, в нестроева рота на 6-а Охридска дружина. След края на Първата световна война участва в създаването на Илинденската организация и е пръв редактор на печатния ѝ орган вестник „Илинден“ до края на 1921 година. Панов е сред противниците на Тодор Александров и през април-май влиза в Централния комитет на Македонската федеративна организация заедно с Крум Зографов, Заре Секулички, Григор Циклев, Велко Мандарчев и Лазар Тодоров.
Панов става директор на Софийските бани. Оглавява създадената Земеделска македонска дружба.
През 1922 година Александър Панов, Михаил Думбалаков, Илия Личев, Тодор Бакалов и Никола Карасанов са отстранени от Илинденската организация заради злоупотреби с дружествени суми, без да е доказана вината им. По-късно е предвидено контролна комисия на организацията да изслуша Александър Панов, но междувременно той е убит от дееца на ВМРО Никола Гулев.
Причина за убийството му е главната му роля в създаването на Емигрантската организация при БЗНС, която се стреми да привлече македонските бежанци на своя страна и заради участието му в ръководството на МФО. Издава вестник „Прокуден земледелец“, който полемизира с печатните органи на другите организации, а организацията получава официална подкрепа от правителството на БЗНС. След смъртта на Панов организацията се разпада.